# (7886) Redman
Pour les articles homonymes, voir Redman (homonymie).
(7886) Redman est un astéroïde de la ceinture principale.

## Description
(7886) Redman est un astéroïde de la ceinture principale. Il fut découvert le 12 août 1993 à Victoria par David D. Balam. Il présente une orbite caractérisée par un demi-grand axe de 2,38 UA, une excentricité de 0,10 et une inclinaison de 3,9° par rapport à l'écliptique.

## Compléments